# Walter Forstreuter
Walter Max Forstreuter (* 30. August 1889 in Königsberg; † 18. März 1960 in Berlin) war ein deutscher Versicherungsmanager und von 1935 bis 1948 Vorstandsvorsitzender des Gerling-Konzerns.

## Karriere
Nach Abschluss der Realschule mit der Obersekundareife trat Forstreuter als Supernumerar in die Ostpreußische Feuersozietät in Königsberg ein. Dort war er bis 1920, zuletzt als Abteilungsvorsteher tätig. Zum 1. November 1920 wechselte Forstreuter als Prokurist in die Berliner Direktion des Gerling-Konzerns und übernahm bald darauf die Leitung der Berliner Geschäftsstelle. Nachdem er das Versicherungsgeschäft in Berlin und Ostdeutschland mit Erfolg ausgebaut hatte, wurde ihm ebenfalls die Leitung der 1923 neu gegründeten ostdeutschen Geschäftsstellen in Königsberg, Cottbus und Stettin anvertraut. Zudem war er im Jahr 1930 Vorstandsmitglied der zum Gerling-Konzern gehörigen Köln-Berliner-Versicherungs-AG und der Gerling-Konzern-Verwaltungs-AG, Berlin.
Als Robert Gerling 1935 verstarb, übernahm Forstreuter die Leitung des Familienunternehmens, da die Söhne des Firmengründers für diese Aufgabe noch zu jung waren. Forstreuter behielt den in der Versicherungswirtschaft heftig diskutierten Grundsatz des Firmengründers bei, ohne Zuhilfenahme externer Rückversicherer alle Risiken innerhalb des Konzerns zu behalten. Er sah seine Aufgabe darin, den verschachtelten Gerling-Konzern organisatorisch zu straffen und Synergien zu heben. Zugleich öffnete er die deutschen Rückversicherungsgesellschaften des Konzerns, die bis dahin nur Direktversicherern des Konzerns zur Verfügung gestanden hatten, dem nationalen Versicherungsmarkt. Die Schweizer Tochtergesellschaft Rheinische Rückversicherungs-A.G. mit Sitz in Basel, gründete er 1938 in die Universale Rückversicherungs-A.-G. mit Sitz in Zürich um. Sie übernahm seither die Aufgabe einer internationalen Rückversicherungsgesellschaft. Als Vertreter der NSDAP sich um eine Verstaatlichung der deutschen Versicherungswirtschaft bemühten, gelang es den privaten Versicherungsunternehmen, für deren Interessen sich insbesondere Forstreuter erfolgreich starkmachte, einen derart gravierenden Eingriff zu vermeiden.
Forstreuter war nie Mitglied der NSDAP, sodass er seine Tätigkeit mit Genehmigung der amerikanischen Militärregierung bei Wiedereröffnung des Geschäftsbetriebes am 2. Juni 1945 fortführen konnte. Am 13. November 1948 trat Forstreuter zugunsten von Hans Gerling vom Vorstandsvorsitz zurück. Hans Gerling wurde 1949 Vorstandsvorsitzender aller Gerling-Gesellschaften.

## Familie und Privates
Walter Forstreuter war ein Sohn des Fleischermeisters Matthias Forstreuter und seiner Frau Wilhelmine, geb. Litty.  Am 25. April 1931 heiratete er in Karlsruhe Claudia Schrempp, die Tochter eines Karlsruher Brauereibesitzers. Das durch Forstreuter 1939 erworbene Wohnhaus in Berlin-Dahlem, Im Dol 48, wurde 1945 von den Amerikanern besetzt und diente u. a. dem General Lucius D. Clay als Wohnhaus. Forstreuter erlangte das Haus erst 1954 zurück.

## Sonstiges
Im Jahr 1925 wurde Forstreuter ehrenamtlicher Handelsrichter beim Landgericht II, Berlin. Er war Mitglied der Akademie für Deutsches Recht und gehörte dem großen Ausschuss im Deutschen Verein für Versicherungswissenschaft an. Im Jahr 1944 wurde er zum Ehrensenator der Universität Köln ernannt.